# Andreas Weller
Andreas Weller (* 1969 in Stuttgart) ist ein deutscher Tenor.

## Leben
Andreas Weller wuchs in Stuttgart-Vaihingen auf. Seine Mutter arbeitete als Kirchenmusikerin, sein Großvater Hans Grischkat war Dirigent, Professor für Chor- und Orchesterleitung und Gründer des Schwäbischen Symphonieorchesters, der heutigen Württembergischen Philharmonie.
Seinen ersten Gesangsunterricht erhielt Andreas Weller im Alter von acht Jahren bei den Stuttgarter Hymnus-Chorknaben unter der Leitung von Gerhard Wilhelm. Er besuchte das Fanny-Leicht-Gymnasium in Stuttgart-Vaihingen und gehörte 1989 zu den Mitbegründern des Knabenchors collegium iuvenum Stuttgart unter der Leitung von Michael Čulo.
Sein Gesangsstudium begann Weller bei Bruce Abel an der Staatlichen Hochschule für Musik und Darstellende Kunst in Stuttgart, wo er gleichzeitig auch Chor- und Orchesterleitung studierte. Von 1998 bis 2000 absolvierte er an der Hochschule für Musik und Theater in Hamburg ein künstlerisches Aufbaustudium bei James Wagner, welches er mit dem Lied-Diplom beendete. Von Oktober 2000 bis Februar 2002 war er Student der Solistenklasse von James Wagner an der Musikhochschule Lübeck. Im Jahr 2005 schloss er sein Studium in der Solistenklasse von Christoph Prégardien ab. Bei Irwin Gage absolvierte er gemeinsam mit seinem Klavierbegleiter Götz Payer an der Musikhochschule Zürich das Aufbaustudium Lied-Duo.
Andreas Weller arbeitete u. a. mit Frieder Bernius, Marcus Creed, Daniel Harding, Thomas Hengelbrock, Philippe Herreweghe, Hartmut Höll, Konrad Junghänel, Ton Koopman, Sigiswald Kuijken, Jun Märkl, Helmuth Rilling, Masaaki Suzuki, Roger Vignoles, den King’s Singers und Les Arts Florissants. Er trat bei verschiedenen internationalen Musikfestivals auf, darunter das Festival Agora in Paris, das Festival Wratislavia Cantans in Breslau, das Festival de Wallonie in Namur, das Resound Festival of Contemporary Music in Edmonton, das Internationale Bachfest Schaffhausen, das Festival Europäische Kirchenmusik Schwäbisch Gmünd, das Soundstreams Festival Toronto oder das Festival van Vlaanderen und das Festival Bach de Lausanne.
Andreas Weller wirkte bei zahlreichen CD-Produktionen mit (Carus, BIS, harmonia mundi france etc.) und war Preisträger zahlreicher Wettbewerbe. In der Saison 2007/2008 sang er u .a. Joseph Haydns Die Jahreszeiten unter der Leitung von Pierre Cao in Fontainebleau und der Cité de la Musique Paris, Johann Sebastian Bachs Messe h-Moll unter der Leitung von Ton Koopman mit dem Symphonieorchester des Bayerischen Rundfunks München und Bachs Matthäus-Passion mit dem Thomanerchor Leipzig unter der Leitung von Georg Christoph Biller in Japan und Korea. Auftritte beim „Festival Klang & Raum“, Bachkantaten im Concertgebouw Amsterdam unter der Leitung von Frans Brüggen, Ludwig van Beethovens Missa solemnis in der Philharmonie Essen, Johann Sebastian Bachs Weihnachtsoratorium mit dem Combattimento Consort Amsterdam und Jan Willem de Vriend, Bachs Johannes-Passion mit dem RIAS Kammerchor unter der Leitung von Hans-Christoph Rademann sowie die Matthäus-Passion mit dem Dresdner Kreuzchor und Roderich Kreile und mit dem Bachkoor Holland und dem Concertgebouw Kamerorkest unter Roy Goodman zählen zu den weiteren Aktivitäten.
2010 debütierte er beim Tonhalle-Orchester Zürich unter der Leitung von Masaaki Suzuki und im September 2011 sang er Joseph Haydns Die Schöpfung und Ludwig van Beethovens Symphonie Nr. 9 unter der Leitung von Bruno Weil beim Festival „Klang & Raum“ in Irsee. 2012 war er mit einer konzertanten Opernproduktion von Ermanno Wolf Ferraris Die neugierigen Frauen mit dem Rundfunkorchester München unter der Leitung von Ulf Schirmer im Prinzregententheater München zu hören. Tourneen u. a. mit Christoph Prégardien und Helmuth Rilling führten ihn in den vergangenen Jahren durch Europa und Südamerika. Während des Sommersemesters 2012 übernahm Andreas Weller an der Musikhochschule Trossingen vertretungsweise eine Gesangsprofessur.

## Auszeichnungen
Andreas Weller bekam 1999 den ersten Preis beim Elise-Meyer-Wettbewerb Hamburg sowie beim Michel-Gesangswettbewerb Hamburg. 2002 erhielt er für seine bisherige künstlerische Arbeit ein Stipendium der Kunststiftung Baden-Württemberg. Im Jahr 2004 bekam er (gemeinsam mit seinem Lied-Duo Partner Götz Payer) den Kiwanis-Musikpreis der Stadt Zürich. Zudem war er Preisträger beim 13. Internationalen Bach-Wettbewerb in Leipzig.

## Diskografie (Auswahl)
DVD
- Johann Sebastian Bach: Siehe, ich will viel Fischer aussenden. Kantate BWV 88. Miriam Feuersinger (Sopran), Ruth Sandhoff (Alt), Andreas Weller (Tenor), Markus Volpert (Bass); Orchester der J. S. Bach-Stiftung, Rudolf Lutz (Leitung und Cembalo). Samt Einführungsworkshop sowie Reflexion von Isabelle Graesslé. Gallus-Media, 2009.